# Elfenbenstårn
Elfenbenstårn er en metafor for intellektuel eller mental afsondrethed, hvor den lærde eller digteren kan flygte til for at undgå den ulærde masses opmærksomhed, eller den misantropiske romantikers selvvalgte ensomhed. I den betydning brugte Charles Augustin Sainte-Beuve det om Alfred de Vignys liv. Udtrykket spredtes i Henry James' ufuldendte roman The Ivory Tower. En i begyndelsen poetisk metafor for en indstilling er blevet nedsættende og ligner nu en forsætlig ignorance over for hverdagen og det gennemsnitlige menneskes liv. Enten direkte nedladende eller i form af forskning, der er så over-specialiseret og esoterisk at den synes ubrugelig og overflødig fra en lægmands synspunkt, akademisk elitisme, snobberi.
Ordet forekommer med en anden betydning i Bibelen. Se Højsangen 7:5.
| Samfund | Spire Denne samfundsartikel er en spire som bør udbygges. Du er velkommen til at hjælpe Wikipedia ved at udvide den. |